# Rosanna Virgili
Rosanna Virgili (Amandola, 14 luglio 1958) è una scrittrice e biblista italiana.

## Biografia
Laureata in filosofia all’Università di Urbino a poco più di 22 anni, ha conseguito il baccalaureato in teologia alla Pontificia Università Gregoriana di Roma, la licenza in Scienze Bibliche al Pontificio Istituto Biblico di Roma. Si è formata inoltre a Louvain-la-Neuve, Gerusalemme e Harvard.
Attualmente è docente di esegesi dell’Antico Testamento presso l'Istituto Teologico Marchigiano aggregato alla Pontificia Università Lateranense.
Tiene conferenze di carattere biblico in tutta Italia e collabora a diverse riviste fra cui Credere, Parola Spirito e Vita, Rocca, Ricerche Storico Bibliche e con TV2000. È inoltre docente in vari corsi organizzati tra gli altri dalla Comunità monastica di Bose.

## Opere
- Geremia, l'incendio e la speranza. La figura e il messaggio del profeta, Bologna, Edizioni Dehoniane Bologna, 2010
- Ezechiele. Il giorno dopo l'ultimo, Bologna, Edizioni Dehoniane Bologna, 2000
- Giustizia e fraternità. Beato oggi l'operatore di pace, Saronno, 2002
- Vostro giudice sarà la pace. Lectio divina su testi di Isaia, Milano, Edizioni Paoline, 2006
- Le stanze dell'amore. Amore, coppia, matrimonio nella Bibbia, Assisi, Cittadella editrice, 2009
- Eros, puro, amabile, dolce con R. Fersini, Assisi, Cittadella, 2009
- Su la maschera! Usi e abusi da Ester alla chirurgia estetica, con R. Fersini, Assisi, Cittadella, 2010
- La casa, spazio di tenerezza, misericordia e grazia, Borgonuovo di Sassomarconi, Ed. Immacolata, 2010
- La forza del cuore. Figure femminili nel Primo Testamento, Borgonuovo di Sassomarconi, Ed. Immacolata, 2012
- Il "no" di Elisabetta. Lettura di Lc 1-2, Milano, Editrice Ancora, 2013
- I Vangeli tradotti e commentati da quattro bibliste, con R. Manes, A. Guida, M. Nicolaci, Milano, Àncora Editrice, 2015
- Amare anima e corpo, con B. Uberti, Milano, Centro Ambrosiano, 2015
- Nell'intimità della tua casa. La chiara parola dell'Amoris Laetitia, con R. Fersini, Milano, Áncora, 2017
- L'età della vertigine, Milano, ITL, 2017
- Amori e amicizie nella Bibbia, Borgonuovo di Sassomarconi, Ed. Immacolata, 2017
- Ai ritmi del cuore, con Diana Papa, Bologna, Edizioni Dehoniane Bologna, 2018
- Qual è il tuo nome?, Edizioni Qiqajon, 2019